# Moloch (bůh)
Moloch (kralický přepis), Molech nebo Molek (ČEP) je jméno boha, který byl uctíván ve starověkých kulturách Blízkého východu. Jeho jméno je odvozeno ze semitského kořene m-l-k(ch) a znamená totéž, co „král“. Jeho uctívání údajně vyžadovalo lidské oběti a zvláště pak děti. Tyto oběti byly páleny na oltářích. To vedlo v pozdější době k přenesení významu a dnes výraz moloch označuje nenasytný kolos „požírající“ vše okolo sebe. Vzhledem k synkrezi, panující ve staroblízkovýchodní mytologii, docházelo ke ztotožňování Molocha s ostatními božstvy starosemitského panteonu, jako Kemóš, Ba'al apod.

## Ve Starém zákoně
Ve Starém zákoně je Moloch označován za modlu, respektive pohanské božstvo kmene Amonitů –  1Kr   11,  5 (Kral, ČEP) a  1Kr   11,  33 (Kral, ČEP). Společně s tzv. Ašérami a Aštoretou (Ištar) slouží jako příklad pohanských model a tedy i toho, čeho by se Izrael měl vyvarovat.
Jóšijášova náboženská reforma se odráží i ve verši  2Kr   23,  10 (Kral, ČEP), kde je místo obětiště Molochovi situováno do místa Tofet, jenž se nachází v údolí synů Hinomových – Gehinom. Gehinom (řecky γέεννα, gehenna) tak získal negativní konotaci a v judaismu, křesťanství i islámu je toto jméno synonymem pro peklo či podsvětí.
Jeremjáš ztotožňuje Molocha a místo obětiště v Gehinomu s Ba'alem a jeho kultem.

## V Novém zákoně

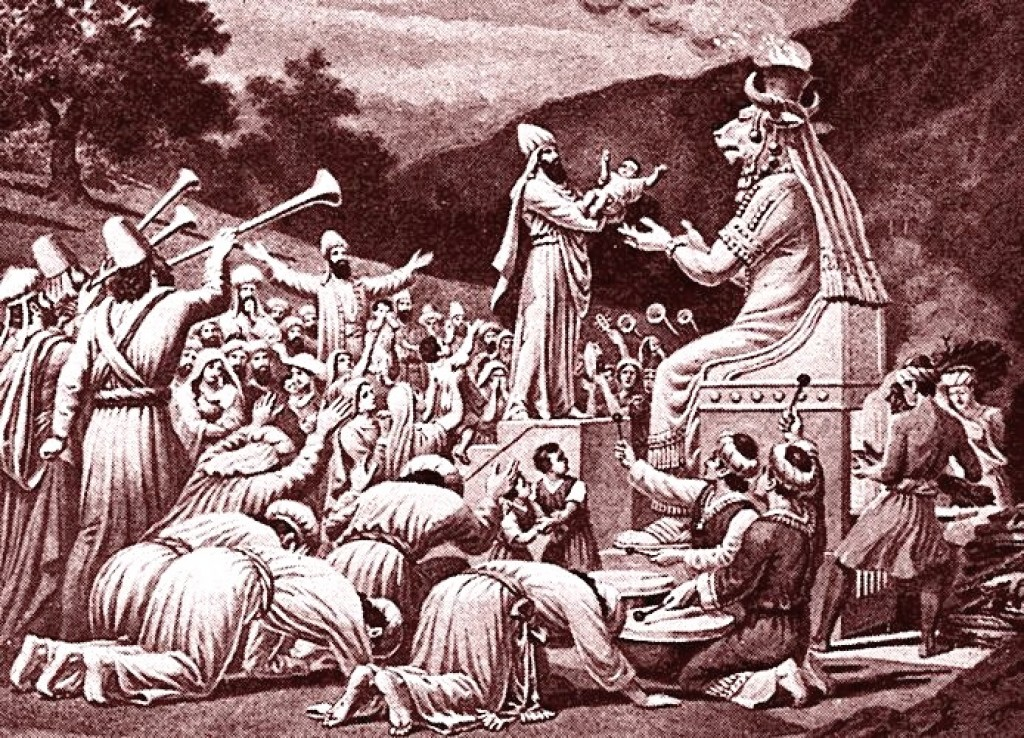
obětování dítěte modle Molocha, ilustrace Bible Pictures with brief descriptions, Charles Foster, 1897

Moloch je zmíněn v Novém zákoně pouze jednou a to ve  Sk   7,  43 (Kral, ČEP), kde slouží jako připomínka hříchů Izraele v dobách putování po poušti.

## V jiných kulturách
Moloch byl pravděpodobně totožný s Melkartem, nejvyšším božstvem Týru a později i Kartága. V Kartágu se nacházel Melkartův chrám, jenž sloužil jako nejvyšší svatyně.